# Boreales Scopuli
Boreales Scopuli est un réseau circumpolaire d'escarpements irréguliers arqués de Mars de 873 km de diamètre dans le quadrangle de Mare Boreum.

## Désignation
Un scopulus planétaire, escarpement lobé ou irrégulier, correspond avant sa désignation officielle à une zone géographique caractérisée par son albedo. L'Union astronomique internationale (UAI) désignent les scopuli d'un nom commun en latin ou grec d'après les cartes de Schiaparelli ou Antoniadi, ce sera en 2006 en latin au pluriel Boreales Scopuli à partir des cartes Antoniadi,.

## Géologie

### Cartographie
Boreales Scopuli est un réseau d'escarpements en spirale sinueux arqués des hautes dépressions du pôle nord de Mars faisant partie de Planum Boreum,. Cette plaine comprend des systèmes de creux en spirale, chaque creux variant d'une longueur de 10 à 300 km, d'une largeur inférieure à 20 km et d'une profondeur de plusieurs centaines de mètres. Planum Boreum est rehaussée par Boreales Scopuli d'environ 800 m par rapport à Olympia Planum. Des champs de dunes sont abondants dans la région de Boreales et certains champs sont connectés à ses dunes, le grand canyon Chasma Boreale passe sous l'escarpement en s'élargissant.

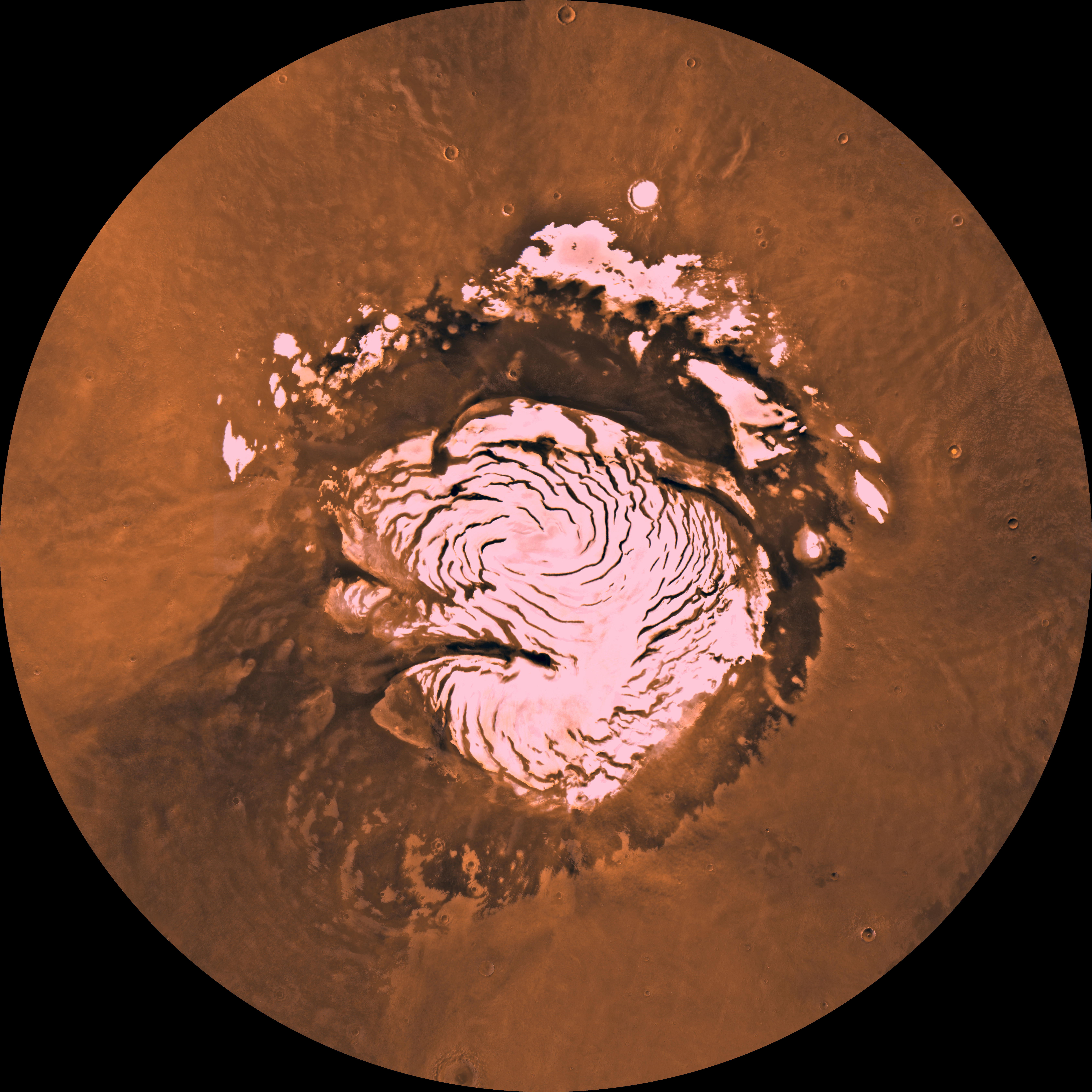
Région de Mare Boreum recouverte d'une calotte glaciaire résiduelle qui est coupée par des creux en spirale exposant un terrain stratifié. La calotte est entourée de vastes plaines plates et de grands champs de dunes.

### Formation
L'étude de cette région polaire démontre une histoire récente d'accumulation et de dégradation répétées,. Boreales Scopuli est circumpolaire et fait partie de la calotte principale du pôle nord martien. Parmi les études de cette région, une hypothèse part d'une érosion éolienne due aux masses d'air descendantes de la calotte notamment au début de l'été, réduisant la glace sur les pentes face à l'équateur en la déposant sur les pentes face au pôle nord.

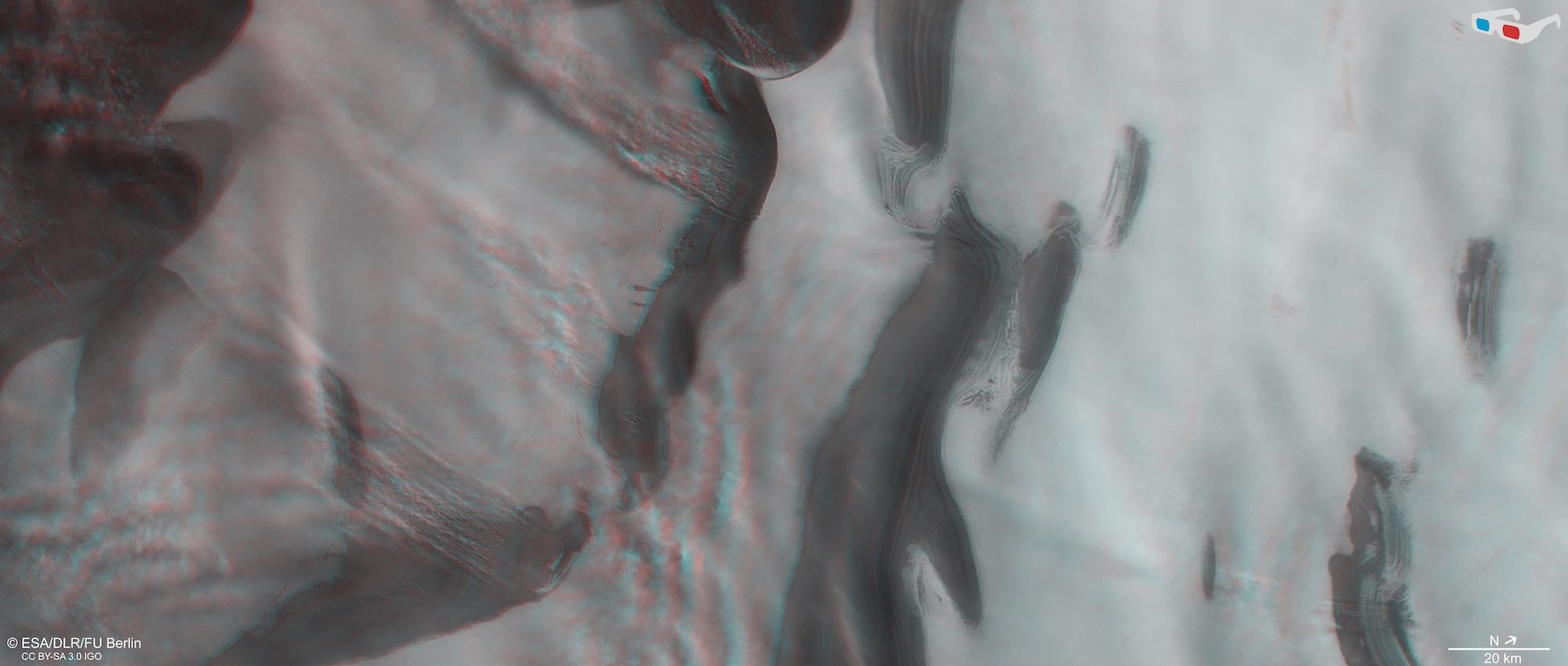
Vue partielle de la calotte glacière du pôle nord martien

## Galerie

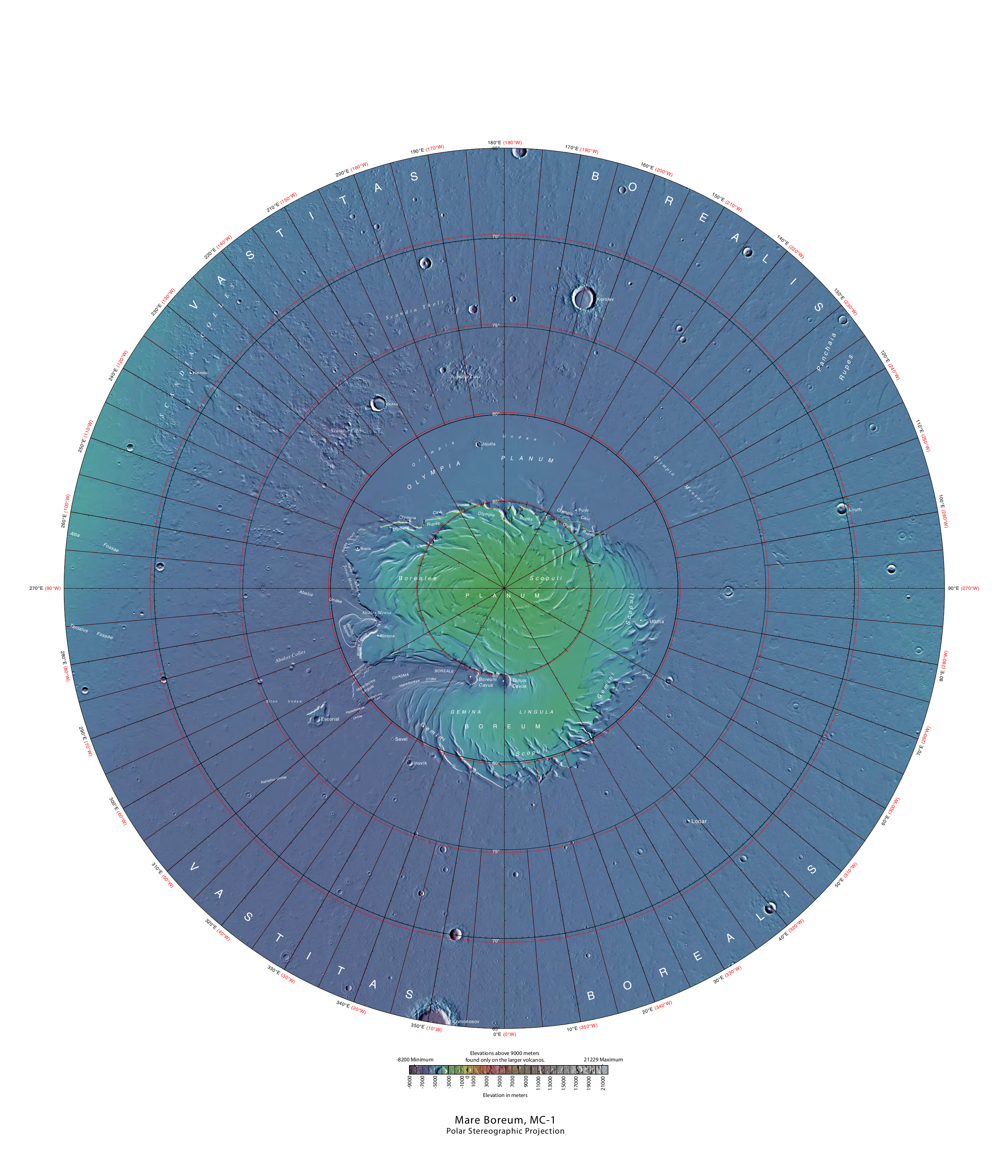
Quadrangle de Mare Boreum
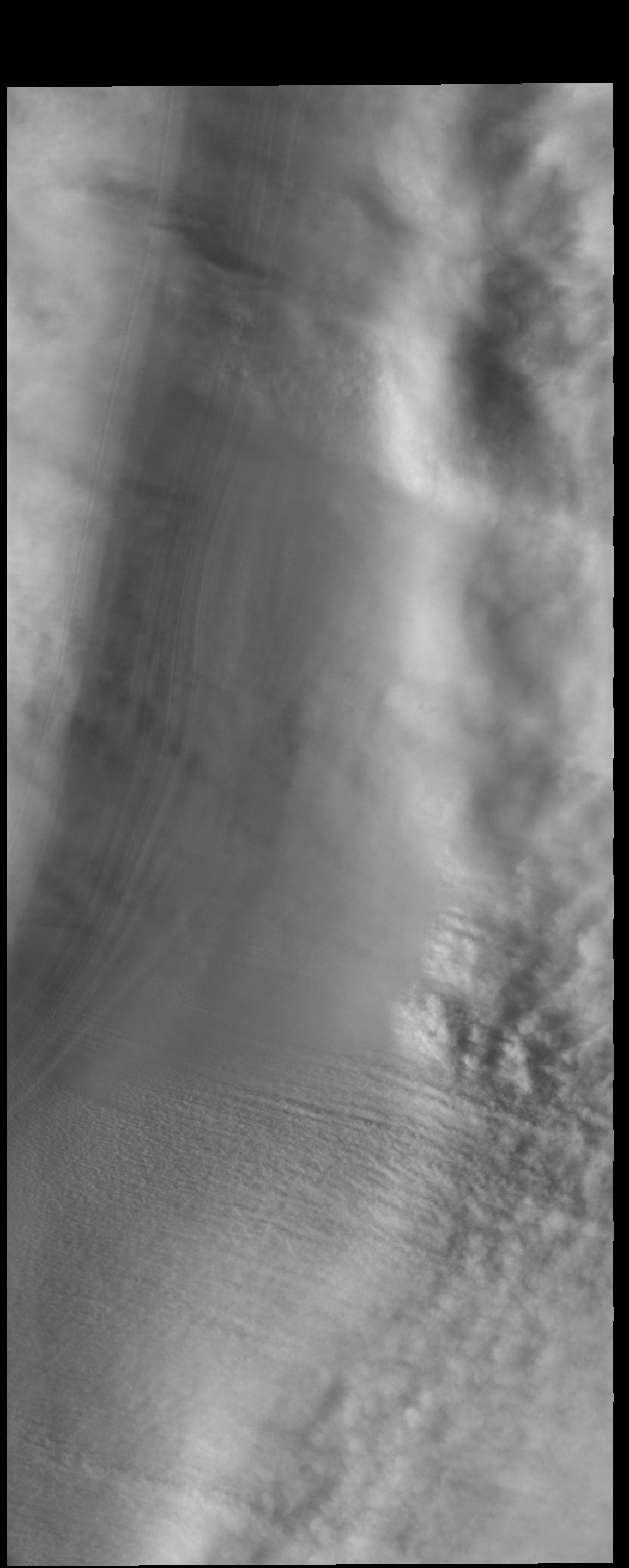
Érosion par les vents polaires. Les vents entrent dans les creux, le régime du vent passant d'un flux laminaire à un flux chaotique, les nuages de particules de glace et/ou de poussière sont visibles.
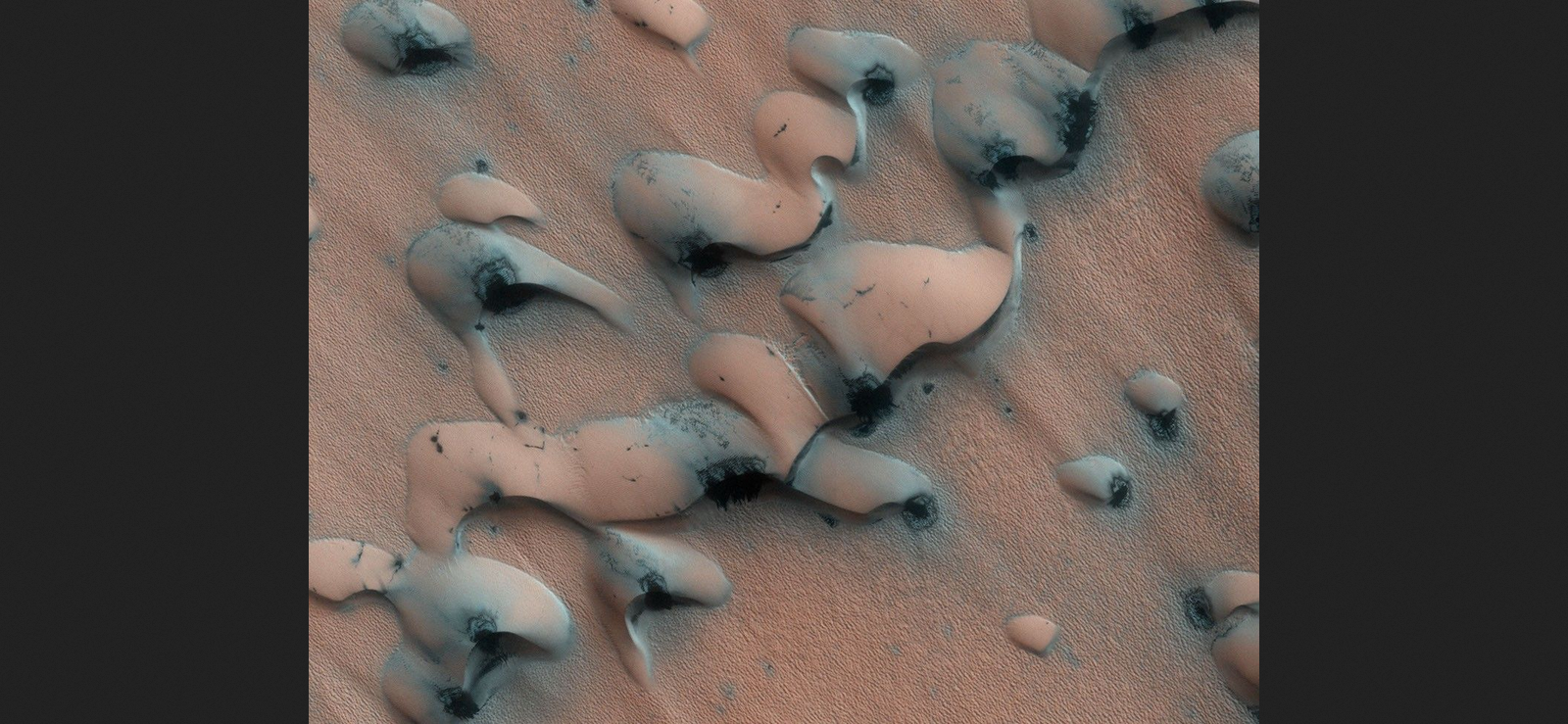
Champ de dunes connectées. Les dunes et la surface environnante semblent brillantes car elles sont recouvertes de givre saisonnier laissé par l'hiver de l'hémisphère nord.